# Helena I. Bosenská
Helena Bosenská zvaná Hrubá (chorvatsky Jelena Gruba, 1345 – po 18. březnu 1399) byla bosenská královna, nejprve v letech 1391–1395 jako manželka krále Štěpána Dabiše, a poté v letech 1395–1398 samostatně jako jediná samostatně panující žena na bosenském trůnu. 

## Život

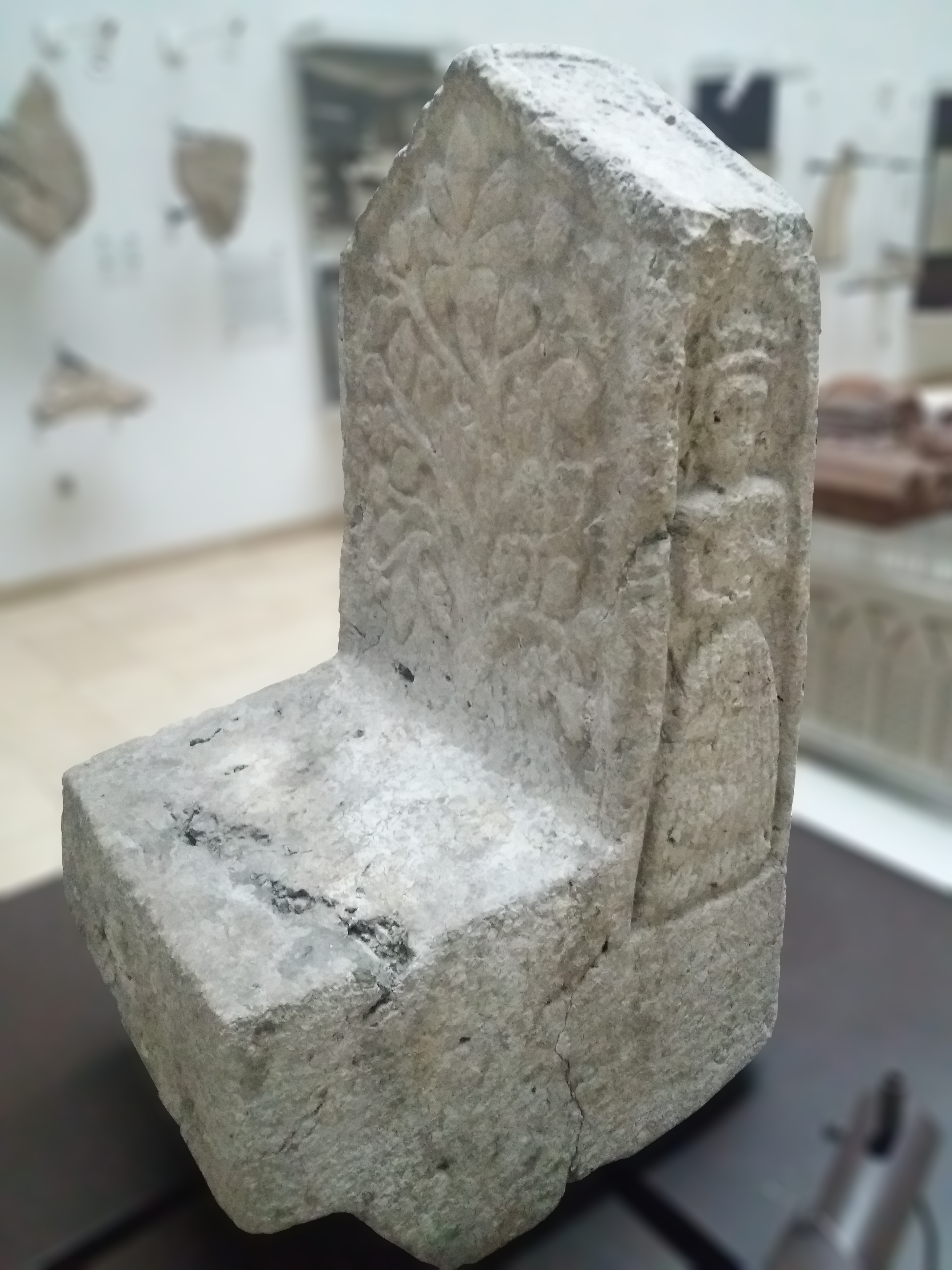
Trůn královny Heleny Hrubé

Informace o královně Heleně existují pouze ze dvou historických pramenů, z listiny adresované Dubrovníku a jedné žádosti. Víme, že nerazila vlastní peníze, ale používala mince, které razil její manžel král Štěpán I. Svou přezdívku Gruba (Hrubá) si vysloužila kvůli své hrubosti a vnějšímu vzhledu, či kvůli způsobu, jakým se snažila zachovat svou moc v pozdější době vlády.
Pocházela z rodu Nikolićů, který vládl jedné části Záhumí.  Roku 1391 se provdala se za Štěpána Dabiše, nevlastního bratra krále Tvrtka I. Z jejich manželství se narodila dcera Stana. V roce 1395 Štěpán zemřel a po jeho smrti byla Helena bosenské šlechtou zvolena za panovnici.
Za její vlády došlo k upevnění moci šlechty, která ovládala většinu státu, uplatňovala vlastní politiku a ponechávala si výběr z cel a daní, což přímo ekonomicky i politicky oslabovalo panovnici. Její vláda skončila v květnu 1398, kdy ji šlechta pod vedením Hrvoje Vukčiće zbavila moci a prohlásila Štěpána Ostoju novým králem. Okolnosti jejího odstranění nejsou známy, ale i poté s titulem královny žila v Bosně.